# Rutten (Holandia)
Rutten – miejscowość w Holandii, w prowincji Flevoland w gminie Noordoostpolder. Założona w 1952 roku, 8 kilometrów na północny zachód od Emmeloord.